# Μ中微子
μ中微子（Muon neutrino）(
ν
μ）是三种中微子的第二种；因其总伴随μ子形成第二代轻子，因此称作μ中微子。20世纪40年代初有几个人假设其存在；1962年由利昂·莱德曼、梅尔文·施瓦茨和杰克·施泰因贝格尔发现。这项发现使他们获得了1988年诺贝尔物理学奖。

## 发现
1962年时，利昂·莱德曼、梅尔文·施瓦茨和杰克·施泰因贝格尔通过首次检测μ中微子的相互作用观察到不止一种中微子。这项成果使他们获得了诺贝尔物理学奖。

## 扩展资料
- Leon M. Lederman.  (PDF). Nobel Lectures. The Nobel Foundation. 1988  [2010-02-11]. （原始内容存档 (PDF)于2017-08-10）.
- Melvin Schwartz.  (PDF). Nobel Lectures. The Nobel Foundation. 1988  [2010-02-11]. （原始内容存档 (PDF)于2017-08-09）.
- Jack Steinberger.  (PDF). Nobel Lectures. The Nobel Foundation. 1988  [2010-02-11]. （原始内容存档 (PDF)于2017-08-08）.